# Gratz Ottó
Gratz Ottó (Gölnicbánya, 1879. november 30. – Budapest, 1956. május 26.) magyar állatorvos, tejgazdasági szakember és szakíró. Testvére Gratz Gusztáv politikus, publicista, gazdasági szakíró, történetíró.

## Életrajza
A Szepes megyei Gölnicbányán született. A Kolozsmonostori Gazdasági Tanintézet elvégzése után az Állatorvosi Főiskolán tanult tovább, ahol 1902-ben állatorvosi oklevelet kapott. Egy év múlva tanársegéd, 1904-től rendes tanár a Magyaróvári Gazdasági Akadémián. Munkásságának jelentőségét a magyar tejgazdaság tudományos és gyakorlati fejlesztésében kifejtett tevékenysége képezi. 1909-ben lett a Magyaróvári Tejgazdasági Kísérleti Állomás igazgatója, s ezt a posztot 24 éven át töltötte be. Nevéhez fűződik az állomás jelentős fejlesztése, az ömlesztett sajt és az ementáli készítésének meghonosítása. Tanári és kutatói működése mellett kongresszusokat szervezett, ismeretterjesztő cikkeket, szakkönyveket és tanulmányokat írt. 1933-ban Budapesten a Tejtermékek Ellenőrző Állomásának vezetőjévé nevezték ki. 1956. május 6-án Budapest-Csillaghegyen hunyt el.

## Főbb művei
- A kisgazda fejőstehene és tejgazdasága (Bp., 1921)
- A tej és tejtermékek... (Bp., 1925)
- Tejtörvények és rendeletek (Törs A..-lal, Valkó R.-fal, I–III. köt., Bp., 1933–1935)
- Termeljünk tiszta, jó és egészséges tejet! (Bp., 1934)
- Tejgazdaságra vonatkozó törvények és rendeletek (Törs A.-lal, Valkó R.-fal, Bp., 1936)
- Tejgazdasági jog és statisztika. Országos címtár (Törs A.-lal, Valkó R.-fal, Bp., 1937)
- Tejgazdasági, árú- és kereskedelmi ismeretek, rendeletek, statisztika (Törs A.-lal, Valkó R.-fal, Bp., 1938)
- Tejtermelési, tejkezelési és tejértékesítési ismeretek (Bp., 1938, 2. bőv. átdolg. kiad.: 1943)
- Tejgazdasági lexikon (Kovács J.-fel, Valkó R.-fal, Bp., 1940)